# Sabrina (tegnefilm)
 For alternative betydninger, se Sabrina. (Se også artikler, som begynder med Sabrina)
Sabrina (Sabrina: The Animated Series) er en amerikansk tegnefilmserie produceret af A. Film and DiC Entertainment baseret på Archie Comics Sabrina, the Teenage Witch og som et spin-off fra tv-serien af samme navn.
Serien produceredes 65 afsnit i 1999-2000, der i 2002 opfulgtes af en ny serie Sabrinas hemmelige liv i 26 afsnit. I Danmark sendes begge serier med dansk tale på Cartoon Network.
Serien handler om den 13-årige halvheks og skoleelev Sabrina, der bor sammen med sine tanter Hilda og Zelda Spellman, onkel Quigley og den talende kat Salem. Afsnittene kredser typisk om Sabrinas dagligdags problemer, som hun forsøger at løse med magi, hvilket dog sjældent er nogen god ide.

## Danske stemmer
- Annevig Schelde Ebbe – Sabrina
- Sasia Mølgaard – Tante Hilda
- Ann Hjort – Tante Zelda
- Jette Sievertsen
- Torbjørn Hummel – Salem
- Michael Elo – Onkel Quigley
- Bente Eskesen
- Kit Eichler
- Mathias Klenske – Harvey
- Simon Stenspil
- Caspar Phillipson
- Malene Tabart
- Trine Glud
- Timm Mehrens
- Malte Milner Find
- Mikkel Christiansen
- Lars Mikkelsen – Hr. Snipe

## Dvd'er
1. Heksen Sabrina: En populær pige
2. Heksen Sabrina: Når katten er ude...
3. Heksen Sabrina: Den bedste halloween-fest